# 酒井忠和
酒井 忠和（さかい ただより）は、安房国勝山藩の第6代藩主。

## 略歴
安永4年（1775年）、第5代藩主・酒井忠鄰の長男として生まれる。幼名は熊次郎、通称は隼人。寛政3年10月6日、将軍徳川家斉に拝謁する。寛政5年（1793年）5月6日、忠鄰の隠居により家督を継ぐ。同年12月16日、従五位下大和守に叙任する。
前年に死去した父、さらに7月に死去した嫡男の忠美の後を追うように、文化7年（1810年）10月12日に死去した。享年36。跡を次男の忠嗣が継いだ。

## 系譜
父母
- 酒井忠鄰（父）
- 酒井忠恭の養女 ー 酒井忠用の娘（母）

正室
- 井上正国の娘

子女
- 酒井忠美
- 酒井忠嗣（次男）